# Phàn Cơ
Phàn Cơ (chữ Hán: 樊姬), công chúa nước Phàn, là Vương hậu của Sở Trang vương - một vị quân chủ nước Sở thời Xuân Thu trong lịch sử Trung Quốc.
Bà được biết đến là người thông minh và dũng cảm, khi không ngại khuyên ngăn người chồng và cũng là vị vua đầy kiêu hãnh Sở Trang vương bỏ các thú vui mà chuyên tâm giải quyết triều chính. Có thể nói, việc Sở Trang vương thường trở thành hình tượng của thuyết Ngũ bá cũng có công sức không nhỏ của Phàn Cơ.

## Giai thoại

### Lập làm chính phu nhân
Có một giai thoại rằng, khi Sở Trang vương muốn lập chính thất, ông hạ lệnh cho các cung phi của mình chuẩn bị lễ vật trong 3 ngày, ai có lễ vật ổn thỏa và cần thiết nhất với ông, thì sẽ được chọn. Nhưng đến ngày, trong khi các thị thiếp dâng lên nào là trân châu bảo thạch, duy chỉ có Phàn Cơ ung dung không có thứ gì. Sở vương gặn hỏi, thì bà đáp: "Xin Đại vương nghe thiếp một câu nói này, Đại vương nói lễ vật đưa đến phải là vật cần thiết nhất hiện tại đối của Đại vương. Trước mắt Đại vương cần là gì? Ngoài việc lập một chính phu nhân, chẳng lẽ còn có cái gì trọng yếu hơn nữa sao?". Sở Trang vương bèn chọn bà làm Vương hậu.
Sở Trang vương trước khi thành một vị quân chủ xuất chúng, rất thích mua vui trong việc săn bắn. Phàn Cơ không vui, vì bà biết quân chủ ưa săn bắn ca hát, thì sẽ tự hủy hoại sự nghiệp của mình. Phàn Cơ chủ động khuyên can, nhưng Trang vương vẫn chứng nào tật nấy, và Phàn Cơ quyết định cự tuyệt không ăn thịt thú rừng. Điều này khiến Sở Trang vương băng khoăn, từ đó không còn lấy săn bắn làm vui. Đây là điển tích nổi tiếng, gọi là [Phàn Cơ cảm Trang; 樊姬感莊], rất được các học sĩ và giới sĩ phu tán thưởng. Câu chuyện này được vẽ trong chương 2 của Nữ sử châm đồ (女史箴图).
Chính Phàn Cơ cũng biết rõ một vị vua chúa không thể không có thiếp thất tần phi, không chỉ để thỏa mãn sự ham muốn của đàn ông, mà còn vì để nối dõi vương thất. Bà biết rõ nếu không cẩn thận sắp đặt người bên cạnh hầu hạ chồng mình, nên tất cả các thị thiếp trong hậu cung đều một mình Phàn Cơ chú ý, ra sức chọn lựa. Đương nhiên, những người có thể được Phàn Cơ chọn, đều là nữ tử có phẩm hạnh lẫn dung mạo, mà không phải cái loại chỉ trọng bề ngoài, không nặng phẩm đức. Việc này không chỉ khiến dẹp trừ cái họa mỹ nhân, mà đối với Sở Trang vương thì Phàn Cơ càng có địa vị lớn lao hơn.

### Thế nào là người hiền
Sở Trang vương rất sủng một đại thần tên Ngu Khâu Tử, phong làm Tể tướng, hơn nữa thường xuyên mất ăn mất ngủ mà nghe hắn nói chuyện. Phàn Cơ nghe được, một hôm cố ý đứng chờ Sở Trang vương bãi triều, thì cung kính hỏi:"Có việc gì quan trọng mà ngài thường mất ăn mất ngủ?".
Sở Trang vương cao hứng đáp:"Cùng hiền năng trung thần nói chuyện, thật là không biết cái gì là đói khát mệt mỏi.". Phàn Cơ bèn hỏi:"Ngài nói hiền năng trung thần? Là vị nào đâu?". Sở vương đáp là Ngu Khâu Tử. Nghe Sở vương trả lời, Phàn Cơ cả kinh, rồi lại lập tức trấn tĩnh xuống dưới, hơn nữa nhịn không được che miệng lại, bắt đầu cười ha hả. Sở vương cảm thấy kì quái, bèn hỏi:"Phu nhân vì cái gì mà cười to như thế?".
Ngay lập tức Phàn Cơ ngay ngắn nói:"Thiếp hầu hạ quân vương, ngót cũng 10 năm. Đã từng sai người khắp các nước Trịnh, nước Vệ, cũng là để kiếm hiền nữ hầu hạ quân vương. Ngu Khâu Tử làm Tể tướng đã hơn 10 năm, chưa từng tiến cử một người hiền nào, ngoại trừ đệ tử của chính mình, không thì cũng anh em trong gia tộc. Người làm Tể tướng như thế, nếu không biết thì nói hắn che giấu nhân tài, làm hại quốc lực, nếu biết thì cũng cho rằng hắn không biết chọn hiền, không đủ tài cán. Quân vương thử nghĩ xem, người như vậy thì sao gọi là hiền thần được?"
Sở Trang vương ngẩm nghĩ có lý, bèn đem lời Phàn Cơ nói với Khâu Tử. Hắn quả nhiên sợ tới mức vội vã cáo lui, đóng chặt cửa nhà không ra ngoài mấy ngày. Sau đó, hắn cật lực tiến cử Tôn Thúc Ngao lên. Sở vương kiểm tra, quả nhiên thấy Thúc Ngao dùng được, bèn phong làm Lệnh doãn. Trải qua 3 năm, Tôn Thúc Ngao cật lực dùng tài hiền của mình, giúp Sở Trang vương xưng Bá thiên hạ.

## Liệt nữ truyện
Phần truyện về Phàn Cơ trong Liệt nữ truyện, nguyên văn:
| “                                           | 樊姬，楚莊王之夫人也。莊王即位，好狩獵。樊姬諫不止，乃不食禽獸之肉，王改過，勤於政事。王嘗聽朝罷晏，姬下殿迎曰：「何罷晏也，得無飢倦乎？」王曰：「與賢者語，不知飢倦也。」姬曰：「王之所謂賢者何也？」曰：「虞丘子也。」姬掩口而笑，王曰：「姬之所笑何也？」曰：「虞丘子賢則賢矣，未忠也。」王曰：「何謂也？」對曰：「妾執巾櫛十一年，遣人之鄭衛，求美人進於王。今賢於妾者二人，同列者七人。妾豈不欲擅王之愛寵哉！妾聞『堂上兼女，所以觀人能也。』妾不能以私蔽公，欲王多見知人能也。今虞丘子相楚十餘年，所薦非子弟，則族昆弟，未聞進賢退不肖，是蔽君而塞賢路。知賢不進，是不忠；不知其賢，是不智也。妾之所笑，不亦可乎！」王悅。明日，王以姬言告虞丘子，丘子避席，不知所對。於是避舍，使人迎孫叔敖而進之，王以為令尹。治楚三年，而莊王以霸。楚史書曰：「莊王之霸，樊姬之力也。」詩曰：「大夫夙退，無使君勞。」其君者，謂女君也。又曰：「溫恭朝夕，執事有恪。」此之謂也。 頌曰：樊姬謙讓，靡有嫉妒，薦進美人，與己同處，非刺虞丘，蔽賢之路，楚莊用焉，功業遂伯。 . Phàn Cơ, là phu nhân của Sở Trang vương. Trang vương tức vị, thích săn bắn. Phàn Cơ can gián không được, bèn quyết không ăn thịt cầm thú, từ đấy Vương sửa đổi, chuyên việc chính sự hơn. Vương thường thính triều bãi yến, Cơ tự đến điện hỏi:"Vì sao lại bãi yến, hẳn có cơ duyên gì?!", Vương nói:"Cùng người hiền nói chuyện, thì có chuyện gì chứ?". Cơ nói:"Người bên cạnh ngài, là ai hiền?", Vương lại đáp:"Là Ngu Khâu Tử". Cơ mím chặt miệng mà cười, Vương hỏi:"Cơ vì sao lại cười?", Cơ bèn đáp:"Ngu Khâu Tử hiền thì có hiền, nhưng trung thì chưa chắc". Vương hỏi:"Sao lại vậy?", Cơ bèn đáp:"Thiếp hầu hạ quân vương, ngót cũng 10 năm. Đã từng sai người khắp các nước Trịnh, nước Vệ, cũng là để kiếm hiền nữ hầu hạ quân vương. Nay người hiền hơn thiếp có hai người, địa vị cao ngang thiếp 7 người, mà thiếp có tranh sủng luyến ái với quân vương không?! Thiếp thường vấn「"Đường thượng kiêm nữ, sở dĩ quan nhân năng dã"」, thiếp thân chưa hề lấy chuyện tư át chuyện công, luôn dục Vương gặp được người hiền đức của thiên hạ. Ngu Khâu Tử làm Tể tướng đã hơn 10 năm, tiến cử không phải đệ tử của chính mình không thì cũng anh em trong gia tộc. Người làm Tể tướng như thế, biết nhân tài mà không tiến cử, là bất trung; không biết ai hiền mà tiến cử, là không có trí. Đến đây thiếp càng không thể không cười". Vương ngẫm thấy có lý. Ngày hôm sau, Vương nói lại lời của Cơ với Khâu Ngu Tử, hắn hốt hoảng mà không đáp lại được. Sau khi về nhà, liền tiến cử Tôn Thúc Ngao, Vương lấy làm Lệnh doãn. Trong vòng 3 năm, Trang vương xưng Bá. Sách sử Sở có viết:"Trang vương xưng Bá, ấy là có công của Phàn Cơ". Kinh Thi viết:"Đại phu túc thối, vô sử quân lao", kỳ quân giả, vị nữ quân dã. Lại viết:"Ôn cung triều tịch, chấp sự hữu khác", thử chi vị dã. Tụng: Phàn Cơ khiêm nhượng, mĩ hữu tật đố, tiến tiến mỹ nhân, dữ kỷ đồng xử, phi thứ ngu khâu, tế hiền chi lộ, Sở Trang dụng yên, công nghiệp toại bá. | ” |
| — Trích Liệt nữ truyện - "Sở Trang Phàn cơ" | |   |